# Gerlice
Gerlice (szlovákul: Hrlica) község Szlovákiában, a Besztercebányai kerületben, a Nagyrőcei járásban.

## Fekvése
Nagyrőcétől 8 km-re, délnyugatra fekszik.

## Története
A falu a 14. században pásztorok településeként keletkezett, 1413-ban „Gerlyche” alakban említik először. 1559-ben „Gerlicza” a neve. A Derencsényi család birtoka volt, majd a 17. századtól a murányi váruradalomé. A 17. század közepén lakosainak száma jelentősen emelkedett. A közeli bányákban és kohókban dolgoztak, illetve szénégetéssel, fuvarozással foglalkoztak.
A 18. század végén Vályi András így ír róla: „GERLITZE. Elegyes Magyar, és tót falu Gömör Vármegyében, birtokosai G. Koháry, és más Urak, lakosai evangelikusok, fekszik Ratkóhoz más fél órányi járó földre, határja közép termékenységű, réttye, legelője meglehetős, fonással, ’s szövéssel is foglalatoskodnak lakosai, második Osztálybéli.”
1828-ban 70 házában 597 lakos élt. A 19. század első felében határában vasolvasztó kezdett működni és 1872-ig üzemelt.
A 19. század közepén Fényes Elek eképpen írja le: „Gerlicza, tót falu, Gömör és Kis-Honth egyesült vmegyékben, Ratkóhoz éjszakra egy órányira: 6 kath., 591 evang. lak., kik durva fejér posztót, bocskorhoz lábtekerőt készitnek, s hegyoldalban fekvő földeiket szorgalmatosan mívelik. F. u. a Derencsényi örökösök. Ut. p. Rozsnyó.”
Borovszky Samu monográfiasorozatának Gömör-Kishont vármegyét tárgyaló része szerint: „Gerlicze, ratkóvölgyi tót kisközség, 58 házzal és 331 ág. h. ev. vallású lakossal. 1413-ban már a mai nevén említik, mint a Derencsényiek birtokát. A Derencsényi örökséggel azután a Koháry család kezébe került és ezekről a Coburg herczegi családra szállott, mely itt ma is birtokos. A mult században lakosainak nagy része durva fehér-posztó készítésével foglalkozott. Volt itt vasgyár is, mely azonban 1872-ben megszűnt. 1898-ban, hat ház kivételével, az egész község leégett. Ág. h. ev. temploma, a réginek a helyén, 1899-ben épült. Postája Ratkó, távírója és vasúti állomása Nagyrőcze.”
A trianoni diktátumig Gömör-Kishont vármegye Ratkói járásához tartozott.

## Népessége
| Év:            | 1994. | 2004.    | 2014.   | 2024.    |
| -------------- | ----- | -------- | ------- | -------- |
| Emberek száma: | 102   | 79       | 82      | 55       |
| Eltérés:       |       | -22,54 % | +3,79 % | -32,92 % |

| Év:            | 2023. | 2024.   |
| -------------- | ----- | ------- |
| Emberek száma: | 56    | 55      |
| Eltérés:       |       | -1,78 % |

1910-ben 322, túlnyomórészt szlovák lakosa volt.
2001-ben 82 lakosából 80 szlovák volt.
2011-ben 80 lakosából 76 szlovák.

## Nevezetességei
Evangélikus temploma 1899-ben épült neoklasszicista stílusban.

## Híres emberek
1904-ben itt is gyűjtött népdalokat Bartók Béla zeneszerző.

## Külső hivatkozások
- Községinfó
- Gerlefalva Szlovákia térképén[halott link]
- Gerlefalva a Gömör-Kishonti régió honlapján
- E-obce.sk